# Hansi Gnad
Hans-Jürgen Gnad  (Darmstadt, 4 de junio de 1963) es un exjugador de baloncesto alemán. Con 2.08 de estatura, jugaba en la posición de pívot. Desde 2018 es el entrenador principal del Bayer Giants Leverkusen de la Basketball Bundesliga.

## Trayectoria

### Clubes
| Club                    | País     | Año         |
| ----------------------- | -------- | ----------- |
| BSC Saturn Colonia      | Alemania | 1987 - 1989 |
| BBC Bayreuth            | Alemania | 1989 - 1990 |
| Billy Desio             | Italia   | 1990 - 1993 |
| ALBA Berlín             | Alemania | 1993 - 1994 |
| Brandt Hagen            | Alemania | 1994 - 1995 |
| Bayer Giants Leverkusen | Alemania | 1995 - 1997 |
| Scaligera Basket Verona | Italia   | 1997 - 1999 |
| Real Madrid             | España   | 1999        |
| Bayer Giants Leverkusen | Alemania | 1999 - 2001 |
| Brandt Hagen            | Alemania | 2001 - 2003 |

## Selección nacional
Gnasi jugó en representación de Alemania en el torneo de baloncesto masculino de los Juegos Olímpicos de Barcelona 1992, como también en el Campeonato Mundial de Baloncesto de 1986 y en el Campeonato Mundial de Baloncesto de 1994. 
También participó de la Universiada de 1989 -donde su equipo obtuvo la medalla de bronce- y estuvo presente en varias ediciones del Eurobasket.